# MDFI
MDFI‏ (MyoD family inhibitor) هوَ بروتين يُشَفر بواسطة جين MDFI في الإنسان.